# Hans Augustinus

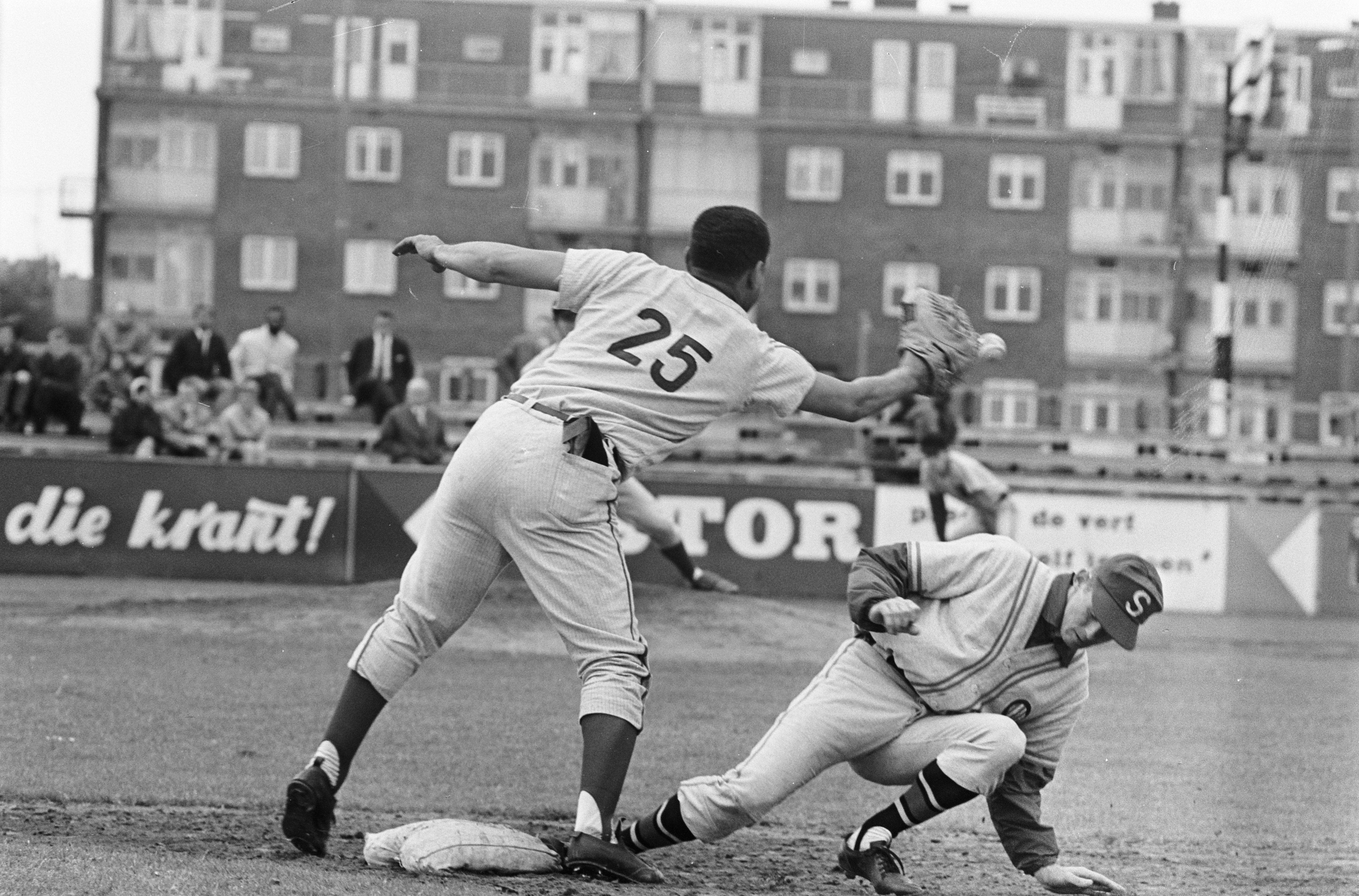
Augustinus (rechts) behaalt honk tegen Hugo Walker tijdens de competitiewedstrijd Sparta-ABC op 30 mei 1965

Hans Augustinus is een voormalig Nederlands honkballer.
Augustinus die in de Nederlandse hoofdklasse jarenlang uitkwam voor Sparta uit Rotterdam maakte in 1969, 1971 en 1973 deel uit van het Nederlands honkbalteam tijdens de Europese Kampioenschappen waarbij Nederland de titel won. Ook speelde hij vijfmaal met het Nederlands team mee tijdens de Haarlemse Honkbalweek. In het toernooi van 1969 werd hij uitgeroepen tot Meest Waardevolle Speler.